# Квартиры-гробы
Квартиры-гробы (квартиры-клетки) (кит. 牀位寓所 [chuángwèi yùsuǒ] досл. «койко-место в квартире») — тип квартиры, представляющий собой пространство, немного более превосходящее по площади двухъярусную кровать. Как правило, квартиры-гробы создаются из обычных квартир, которые делятся перегородками на несколько квартир-гробов. По данным на 2007 год, в Гонконге в подобных квартирах проживало 53 200 человек. Этот тип квартир возник в Гонконге и в основном существует в старых городских районах, таких, как Шам Шуй По, Монг Кок, Ква Ван, а также Тай Кок Цуй.
Как правило, жители — люди с низким доходом, в том числе пожилые люди, наркоманы и некоторые низкоквалифицированные или неквалифицированные рабочие. Отчёты Законодательного совета Гонконга говорят о том, что люди, которые жили в домах-клетках, были теми, кто не имел права на социальное обеспечение или субсидий на аренду жилья или на оплату электричества. Большинство жителей — мужчины. Безопасность и другие важные условия для жизни в квартирах-гробах — часто на низком уровне.
Хотя их часто называют квартирами-клетками, они классифицируются Правительством Гонконга как «комнаты для отдыха». Согласно Постановлению Правительства о квартирах-гробах, термин «жилые дома» относится к дому, в котором проживает 12 или более человек, которые арендуют места для кроватей индивидуально. Законно иметь в собственности или арендовать подобные квартиры, но арендодатели должны сначала подать заявку на специальную лицензию.